# Inachabkuppe
Die Inachabkuppe, auch Inachab Kop oder Drielingskop, ist ein frei stehendes Massiv in der Region ǁKaras  im Süden Namibias. Es hat eine Fläche von zirka einem Quadratkilometer und ist 936 m hoch. Das Massiv mit seinen drei Gipfeln ragt zirka 100 Meter über die umgebende Hochebene hinaus. Auf dem mittleren Gipfel befindet sich ein gut sichtbarer Radarreflektor, der in früheren Zeiten der Landesvermessung diente.  
An seinem östlichen Rand verläuft die Distriktstraße D463 von Simplon her kommend Richtung Fish River Lodge. Der Fischfluss-Canyon befindet sich 64 km südlich der Inachabkuppe. 11 km westlich des Berges fließt der Gurieb in den Konkiep.